# 中國先鋒醫藥
中國先鋒醫藥控股有限公司，簡稱中國先鋒醫藥控股和中國先鋒醫藥（英語：China Pioneer Pharma Holdings Limited，港交所：1345），在1996年，李新洲（主席及首席執行官）於海南（當時總部）成立「先鋒醫藥股份有限公司」，現時總部位於上海。
業務在全球經營生產和銷售进口药品和医疗器械产品。
股份在2013年11月5日於港交所主板上市。集資額為16.6億港元，全球發售為3.33億股，售價為5港元。

## 連結
- pioneer-pharma.com（页面存档备份，存于）